# Ramila acciusalis
Ramila acciusalis là một loài bướm đêm trong họ Crambidae.